# دهستان مغویه
دهستان مغویه، یکی از دهستان‌های بخش مرکزی شهرستان بندر لنگه در استان هرمزگان ایران است. مرکز این دهستان، روستای مغویه است.

## جمعیت
بر پایه سرشماری عمومی نفوس و مسکن در سال ۱۳۹۵، جمعیت دهستان مغویه برابر با ۱۶٬۸۰۳ نفر بوده‌است.